# Culture de la peur
La culture de la peur, aussi désignée comme l'action de semer l’épouvante, renvoie au fait de répandre des rumeurs effrayantes et exagérées, sur un danger imminent, de prendre l’habitude ou la tactique de susciter délibérément et inutilement la peur,, du public au sujet d’une question. 
Cela désigne par exemple des publicités qui influencent l'opinion publique par la menace d'un danger, et utilisent ce sentiment de peur pour manipuler les convictions et les croyances du public. Par conséquent, le public accorde une importance disproportionnée à ce que les publicités leur montrent malgré les faits et facteurs externes, ce qui renvoie à la notion d'erreur fondamentale d'attribution.

## Exemples

### Annonces de campagne politique
Un exemple de culture de la peur se trouve dans la politique américaine, dans la publicité télévisée Daisy, une publicité souvent utilisée lors de la course présidentielle de 1964 de Lyndon B. Johnson. Celle-ci débute avec une petite fille, debout dans une prairie accompagnée par des oiseaux gazouillants, effeuillant les pétales d’une marguerite tout en les comptant lentement. Quand elle atteint neuf, une voix masculine menaçante se fait entendre en train de décompter un lancement de missile, et alors que les yeux de la fille se tournent vers quelque chose qu’elle aperçoit dans le ciel, la caméra zoome jusqu’à ce que sa pupille remplisse l’écran, la noircissant. Enfin, le compte à rebours atteint zéro, la noirceur est remplacée par l’éclair et le nuage d’une explosion nucléaire.
Comme une furieuse tempête, une voix surgit de la vidéo, celle du président Johnson qui s’exclame : « Tels sont les enjeux ! Faire un monde dans lequel tous les enfants de Dieu peuvent vivre, ou aller dans l’obscurité. Nous devons soit nous aimer, soit mourir. » Une autre voix se fait alors entendre, disant : « Votez pour le président Johnson le 3 novembre. Les enjeux sont beaucoup trop grands pour que vous restiez chez vous. ».

### Produit de publicité
Les publicités sont également entrées dans l’arène avec leur découverte du fait que « la peur vend ». Les campagnes publicitaires basées sur la peur, parfois qualifiées de scandaleuses, sont devenues de plus en plus populaires ces dernières années. La peur est une émotion forte et elle peut être manipulée pour persuader les gens de faire des choix émotionnels plutôt que raisonnés. Des publicités de voiture qui impliquent que le fait d’avoir moins de coussins gonflables de sécurité (« airbags ») causera des dommages à la famille de l’auditoire ou les publicités de désinfectant qui montrent des bactéries pathogènes tapissant chaque surface : la publicité basée sur la peur fonctionne. Bien que l’utilisation de la peur dans les annonces ait généré des réactions négatives de la part du public, il existe des preuves qui montrent que le « stress post-traumatique » est une technique de persuasion très efficace, et au cours des dernières années, les annonceurs ont continué à augmenter leur utilisation de la peur, dans ce qui a été appelé une « course aux armements sans fin dans le secteur de la publicité ».
L’artiste Ken Ring (en) a été accusé de véhiculer un sentiment de peur envers le politicien néo-zélandais Nick Smith (en). Le vendeur d’almanachs d’Auckland a fait des prédictions sur les tremblements de terre et des modèles météorologiques basés sur les cycles lunaires.  Certaines de ses prédictions ont été prises au sérieux par des membres du public en relation avec les tremblements de terre de 2011 à Christchurch, Nouvelle-Zélande.